# SharkScope
SharkScope est un site américain répertoriant tous les joueurs de poker en ligne et sur tous les sites existant ainsi que les joueurs sur tables réelles. Fondé en 2005, ce site recense en temps réel le résultat des tournois et des parties jouées.

## Description
Sharkscope permet de faire gratuitement cinq recherches par jour. Les utilisateurs souhaitant faire plus de recherches quotidiennes doivent souscrire un abonnement payant.
La recherche d'un joueur se fait par son pseudo puis peut être affinée en précisant le site de poker concerné. La recherche globale permet d'afficher les occurrences d'un même joueur sur toutes les salles dans lesquelles le pseudo est enregistré.
Sharkscope fournit les données suivantes, mais reste discret quant à la méthode utilisée pour collecter ces données :
- historique des profits : un graphique permet de voir si la bankroll du joueur est positive ou négative, ascendante ou descendante[4].
- décompte des jeux joués
- profit moyen par jeu (profit total divisé par le nombre de jeux joués)
- mise moyenne
- ROI (return on investment ou retour sur investissement) moyen
- profit total (hors versements, gains nets)
- pourcentage de compétence
- résultats, tournoi par tournoi
- nombre de jeux par type de table
- pourcentage des jours gagnants, perdants ou neutres